# Sokol Svinov
Sokol Svinov vzniknul v roce 1910. V roce 1922 zde byl založen oddíl národní házené. Dnešní název klubu je TJ Sokol Svinov, předchozí názvy oddílu byly Lokomotiva Svinov, TJ Svinov, Sokol Svinov, TJ Sokol Svinov. Součástí TJ Sokol Svinov je dnes oddíl volejbalu a národní házené. Oddíl TJ Sokol Svinov spadá do moravskoslezské župy spolku Sokol.

## Národní házená

#### Historie

##### Vlastní cvičiště
V počátcích se o národní házenou začali zajímat ve velké míře Sokolové. A nejinak tomu bylo i ve Svinově. Zde vzniklo sokolské hnutí v roce 1910. Podle historických pramenů se první oficiální utkání v házené uskutečnilo v roce 1922. Sportovní činnost se odehrávala v místech dnešního Úřadu městského obvodu Svinov. Členové toužili řadu let mít vlastní cvičiště a vlastní budovu. Získáním pozemku pod tzv. Římanovou cestou museli sice do produckého svahu, přikoupením dílu od sousedící Církve československé husitské rozšířili celkovou plochu.

##### 1928 – Sokolovna
Druhým úkolem bylo postavení vlastní sokolovny. Zde se projevilo ohromné nadšení, obětavost a nesmírné úsilí většiny členstva, ale i dalších občanů Svinova. 1. srpna 1927 se pod vedením stavitele Gajovského začalo s výkopem základů, 2. října byl slavnostně položen pamětní kámen do pilíře stavby. Celkově bylo brigádnicky odpracováno 25 tisíc hodin, nadšení pro stavbu se přeneslo i na nečleny Sokola. Společnou vůli a vytrvalostí se podařilo téměř nemožné. 1. července 1928 byl objekt sokolovny i se cvičištěm slavnostně předán veřejnosti. Nová sokolovna sloužila nejen sportovní účelům, ale i kultuře a společenskému dění.
Hrálo se zde divadlo, později kino, konaly se plesy a další akce.
Díky takto dobrému zázemí se na stále vyšší úroveň dostávala házená. Prvního vrcholu dosáhlo mužstvo mužů Sokol Svinov v letech 1934–1937. Stalo se 4x v řadě Přeborníkem ČOS, v roce 1938 bylo třetí.

##### Poválečné období
Po válce nastalo složité období hlavně se zajišťováním financí pro chod oddílu. Udržovala se však slušná mládežnická základna. Velice oblíbeným se staly prázdninové tábory v Žimrovicích. Na více než 15 let byly Žimrovice letní základnou k prohlubování fyzické přípravy, zvládání míčových her i vodních sportů. Výkonnostně dozrávali mladí hráči, kteří tvořili základ družstva, které řadu let reprezentovalo Svinov ve 2.lize. Hráči dosahovali velmi dobrých výkonů. Cenná jsou např. Opakovaná vítězství ve Velké ceně Prahy, v turnajích na severu Moravy i úspěchy mládeže v krajských soutěžích. Pro Svinov se staly pojmem večerní turnaje. Díky umělému osvětlení hřiště byly určitou zvláštností. Získaly si velmi záhy vysokou popularitu nejen mezi družstvy v širokém okolí Ostravy, ale i mezi diváky. Tradice večerního turnaje vydržela téměř do devadesátých let 20. století. Turnaj byl obnoven ...

##### Období 1980–1989
Dobrá práce s mládeží přinesla postupně i další úspěchy. V roce 1983 se dorostenci stali Mistry ČR, stejně tak mladší žáci v roce 1985. Velmi významný rok byl rok 1989, kdy družstvo mužů poprvé v historii oddílu postoupilo do 1. ligy. Můžeme to považovat za druhý vrchol oddílu.

##### Vyhoření sokolovny
Dařilo se i v závěru tisíciletí.
V roce 1997 zvítězili starší žáci i dorostenci v Poháru ČR, v roce 1998 obsadili mladší žáci třetí místo na Mistrovství ČR v Nýřanech.
Velkou tragédii pro všechny sportovce bylo vyhoření sokolovny v prosinci 1998. Oddíl byl na pokraji existence. Ale opět se projevil dobrý duch svinovských házenkářů. Překonali problémy s provizorními šatnami a sociálním zařízením, stmelila se členská základna. První družstvo mužů se pevně zabydlelo v nejvyšší soutěži – 1. lize. Mládežnické kategorie se postupně rozrostly o dívčí družstva. Díky grantům z MŠMT a spolupráci s Městským obvodem Svinov a Městem Ostrava byl vybudován nový umělý povrch s odpovídajícím oplocením.
Ve Svinově se uskutečnilo celorepublikové prázdninové soustředění mládeže v roce 2010 a Mistrovství ČR mladších žaček v roce 2011.

##### Oslavy 90. let
11.5.2013 oddíl Sokola Svinov oslavil 90. let od vzniku házené ve Svinově. Během oslav se ukázaly na svinovském hřišti mládežnické složky, 1. liga mužů (městské derby Sokol Svinov – SSK Vítkovice), ocenili se bývalí členové oddílu NH a oslavy zakončil obnovený večerní turnaj “starých gard” pod umělým osvětlením za účasti družstev TJ Sokol Albrechtičky, TJ Stará Ves nad Ondřejnicí, SK Studénka, SSK Vítkovice a TJ Sokol Svinov.

##### Nová sportovní hala Svinov
Po 21. letech byla vybudována nová sportovní hala na původním místě sokolovny, která se slavnostně otevřela v listopadu 2019.

##### Sokol Svinov dnes
Mládežnická družstva hrají oblastní soutěž Severní Moravy (OSK SM), ženy i muži hrají v sezóně 2019/2020 1. ligu národní házené.

### Muži
Muži hrají střídavě 1. a 2. ligu národní házené (2. liga byla založena až od r.1993, dříve oblastní soutěž, ze které se postupovalo kvalifikačním turnajem do 1. ligy).
| Ročník    | Soutěž  | Umístění po základní části | Umístění po play-off | Poznámka                       |
| --------- | ------- | -------------------------- | -------------------- | ------------------------------ |
| 2019/2020 | 1. liga | -                          |                      | anulace ligy z důvodu covid-19 |
| 2018/2019 | 2. liga | 1.                         |                      | postup do 1. ligy              |
| 2017/2018 | 2. liga | 7.                         |                      |                                |
| 2016/2017 | 2. liga | 6.                         |                      |                                |
| 2015/2016 | 2. liga | 2.                         |                      |                                |
| 2014/2015 | 2. liga | 3.                         |                      |                                |
| 2013/2014 | 1. liga | 12.                        |                      | sestup do 2. ligy              |
| 2012/2013 | 1. liga | 8.                         |                      |                                |
| 2011/2012 | 1. liga | 4.                         |                      |                                |
| 2010/2011 | 1. liga | 3.                         |                      |                                |
| 2009/2010 | 1. liga | 7.                         |                      |                                |
| 2008/2009 | 1. liga | 5.                         |                      |                                |
| 2007/2008 | 1. liga | 5.                         | 4.                   |                                |
| 2006/2007 | 1. liga | 9.                         |                      |                                |
| 2005/2006 | 2. liga | 1.                         |                      | postup do 1. ligy              |
| 2004/2005 | 2. liga | 2.                         |                      |                                |
| 2003/2004 | 2. liga |                            |                      |                                |
| 2002/2003 | 2. liga |                            |                      |                                |
| 2001/2002 | 2. liga |                            |                      |                                |
| 2000/2001 | 2. liga |                            |                      |                                |
| 1999/2000 |         |                            |                      |                                |
| 1998/1999 |         |                            |                      |                                |
| 1997/1998 |         |                            |                      |                                |
| 1996/1997 |         |                            |                      |                                |
| 1995/1996 | 2. liga |                            |                      |                                |
| 1994/1995 | 1. liga | 11.                        |                      | sestup do 2. ligy              |
| 1993/1994 | 1. liga | 4.                         |                      |                                |
| 1992/1993 | 1. liga | 5.                         |                      |                                |
| 1991/1992 | 1. liga | 9.                         |                      |                                |
| 1990/1991 | 1. liga | 8.                         |                      |                                |
| 1989/1990 | 1. liga | 9.                         |                      |                                |

| ČP  | Ročník    | Fáze ČP     | Konéčné umístění | Poznámka                                         |
| --- | --------- | ----------- | ---------------- | ------------------------------------------------ |
| 46. | 2019/2020 | Finále      | TOP 4            | Termínový posun z důvodu covid-19 na podzim 2020 |
| 45. | 2018/2019 | Semifinále  |                  |                                                  |
| 44. | 2017/2018 | Osmifinále  |                  |                                                  |
| 43. | 2016/2017 | Osmifinále  |                  |                                                  |
| 42. | 2015/2016 | Semifinále  |                  |                                                  |
| 41. | 2014/2015 | Čtvrtfinále |                  |                                                  |
| 40. | 2013/2014 | Čtvrtfinále |                  |                                                  |
| 39. | 2012/2013 |             |                  |                                                  |
| 38. | 2011/2012 | Finále      | 2.               |                                                  |
| 37. | 2010/2011 | Čtvrtfinále |                  |                                                  |
| 36. | 2009/2010 | Semifinále  |                  |                                                  |
| 35. | 2008/2009 | Čtvrtfinále |                  |                                                  |
| 34. | 2007/2008 | Semifinále  |                  |                                                  |
| 33. | 2006/2007 | Čtvrtfinále |                  |                                                  |
| 32. | 2005/2006 |             |                  |                                                  |
|     |           |             |                  |                                                  |

### Ženy
Ženy začaly hrát ligovou soutěž až vytvořením 2. ligy žen v roce 2014. Do té doby ženy hrávaly pouze oblastní soutěž. Od sezóny 2019/2020 zanikla 2. liga žen a byly vytvořeny 2 oblasti v ČR, které hrají pouze 1. ligu žen.
| Ročník    | Soutěž  | Umístění | Poznámka                       |
| --------- | ------- | -------- | ------------------------------ |
| 2019/2020 | 1. liga |          | anulace ligy z důvodu covid-19 |
| 2018/2019 | 2. liga | 4.       |                                |
| 2017/2018 | 2. liga | 4.       |                                |
| 2016/2017 | OP      |          | postup do 2. ligy              |
| 2015/2016 | OP      |          |                                |
| 2014/2015 | 2. liga | 6.       | sestup do OP                   |
| 2013/2014 | OP      |          |                                |